# Louis Marie Joseph Pemolier de Saint-Martin
Louis Marie Joseph Pemolier de Saint-Martin est un homme politique français né le 29 janvier 1755 à Dax (Gascogne) et décédé le 22 septembre 1836 à Paris (Seine).
Officier d'infanterie, il est adjoint au maire de Dax et député des Landes de 1810 à 1815, puis de la majorité de la Chambre introuvable de 1815 à 1816.

### Sources
- « Louis Marie Joseph Pemolier de Saint-Martin », dans Adolphe Robert et Gaston Cougny, Dictionnaire des parlementaires français, Edgar Bourloton, 1889-1891 [détail de l’édition]